# شفقت امانت علی
شفقت امانت علی (اردو: شفقت امانت علی خان؛ زادهٔ ۲۶ فوریهٔ ۱۹۶۵) خواننده، ترانه‌سرا و آهنگساز اهل پاکستان است.